# Бонифаций II
Бонифаций II (на латински: Bonifatius PP. II) е римски папа от 530 до 532 г.
По рождение е остгот и е първият германски папа. Дължи своето избиране на влиянието на готския крал Атларик.
Преди смъртта си, папа Феликс IV, неговият предшественик, опасявайки се от конфликти между римските и готските фракции сред духовенството, казал името на Бонифаций като желан негов наследник. Феликс уведомил за това свое намерение кралския двор в Равена и скоро след това починал. Така Бонифаций е по-скоро назначен за папа, а не избран. Част от духовниците, опасявайки се от нарастване влиянието на Атларих над църковните дела, отказали да признаят Бонифаций и избрали за папа Диоскор. След 3 седмици, той неочаквано починал.
Бонифаций е погребан в базиликата Свети Петър.